# Cicurina iviei
Espèce
Cicurina iviei est une espèce d'araignées aranéomorphes de la famille des Cicurinidae.

## Distribution
Cette espèce est endémique du Tamaulipas au Mexique,. Elle se rencontre vers Rancho del Cielo.

## Description
La femelle holotype mesure 2,8 mm.
La femelle décrite par Brignoli en 1972 mesure 2,22 mm.

## Systématique et taxinomie
Cette espèce a été décrite par Gertsch en 1971.

## Étymologie
Cette espèce est nommée en l'honneur de Wilton Ivie.

## Publication originale
- Gertsch, 1971 : « A report on some Mexican cave spiders. » Association for Mexican Cave Studies Bulletin, vol. 4, p. 47-111 (texte intégral).